# Viola Opolská
Viola Opolská (zemřela 7. září 1251) – kněžna opolsko-ratibořská, manželka Kazimíra I. Opolského.

## Život

### Původ
Podle kronikáře Jana Dluhoše (polsky Jan Długosz) pocházela z Bulharska, tzv. Druhé Bulharské říše.
Podle Vladislava Dziewulského (polsky Władysław Dziewulski) byla Viola dcerou cara Kalojana, nebo jeho nástupce Borila. Tento názor byl přijat také Vicenntem Svobodou (polsky Wincenty Swoboda).
Jiří Horvát (polsky Jerzy Horwat) přišel s domněnkou, že Viola mohla být uherskou kněžnou, dcerou Bély III. Uherského z jeho druhého manželství, nebo dcerou jeho nástupce Emericha Uherského.
Historici raději uvádí, že původ kněžny Violy byl doposud nepotvrzen.

## Manželství
Viola se provdala za Kazimíra I., opolského knížete, mezi léty 1212 a 1220.
Zastánci teorie o jejím bulharském původu spojují její sňatek s přítomnosti neznámého polského knížete v křížovém tažení. Historici jej vždy spojovali se jménem Kazimíra I. Opolského. Manželství mělo být dohodnuto za přispění Ondřeje II. Uherského, se kterým se onen neznámý polský kníže vracel z tažení. Ondřej II. při své zpáteční cestě zasnoubil svou dceru Annu Marii s bulharským carem Ivanem Asenem II. Při této příležitosti měl byt uzavřen také sňatek Violy a Kazimíra I.
Podle jiné teorie Kazimír I. Opolský byl shodný s blíže neznámým uherským rytířem , pokrevním příbuzným krále a vedoucím oddílu, který byl (oddíl) v únoru 1218 zdecimován v pohoří Libanon. Zde by pak na místě byla domněnka, že Kazimír I. se oženil s příbuznou krále, a to ještě před tím, než se vydal na křížovou výpravu. Tedy nejpozději v roce 1217.
V manželství se narodili dva synové: Měšek II. zvaný Otylý a Vladislav I., a dvě dcery: Věnceslavu a Eufrosinu.

## Další osud
Viola ovdověla 13. května 1229, nebo 1230. Snažila se o získání poručnictví nad svými nezletilými syny, přesto musela souhlasit s poručnictvím manželova bratrance Jindřicha I. Bradatého.
Na základě závěti (testamentu) svého syna Měška II. Opolsko-Ratibořského, získala v roce 1246 těšínskou kastelánii, jako vdovský nárok.

## Smrt
Místo smrti a pohřbení není známo, ale mohla být uložena vedle svého manžela, v klášteře norbetránek v Černovousech (polskyCzarnowąsy, Opolské vojvodství).